# Liv Morgan
Gionna Daddio (Morristown, 8 de junho de 1994) é uma lutadora profissional e atriz americana. Ela trabalha atualmente para a WWE, onde atua na marca Raw sob o nome de ringue Liv Morgan. Ela é membro do grupo The Judgment Day. Ela é duas vezes campeã mundial feminina, quatro vezes campeã de duplas femininas da WWE ao lado de Raquel Rodriguez, além de ter sido a campeã inaugural do Campeonato Feminino do Crown Jewel da WWE.
Em 2014, Daddio assinou um contrato com a WWE e foi designada para o WWE Performance Center, posteriormente aparecendo na marca de desenvolvimento NXT sob o nome de ringue Liv Morgan. Ela foi promovida ao plantel principal em 2017 e foi associada a Ruby Riott e Sarah Logan para formar o grupo Riott Squad. Após o fim do grupo em 2019, ela se tornou uma competidora individual. Alguns meses após sua carreira solo, ela se reuniu com Riott após a última retornar, e as duas lutaram como equipe até a demissão de Riott em 2021. Em 2022, Daddio venceu a luta feminina Money in the Bank e utilizou seu contrato na mesma noite, derrotando Ronda Rousey para conquistar o Campeonato Feminino do SmackDown, o primeiro título de sua carreira no wrestling. Em 2023, ela formou uma equipe com Raquel Rodriguez, e juntas conquistaram o Campeonato de Duplas Femininas da WWE quatro vezes, estabelecendo o recorde de reinados.

## Início de vida
Gionna Jene Daddio nasceu em 8 de junho de 1994 em Morristown, Nova Jérsei e foi criada em Elmwood Park. Ela tem quatro irmãos mais velhos e uma irmã e, após a morte de seu pai, a mãe de Daddio era mãe solteira criando seis filhos. Daddio é fã de longa data de luta livre profissional e participava de luta livre de quintal com os irmãos. Ela descreveu as lutas como fundamentais para o começo de sua trajetória no wrestling:
| “ | Eu literalmente recebia pedigrees e powerbombs como se fosse meu trabalho. Sempre fingi ser a Lita. Todas as Divas eram tão glamorosas e femininas, e eu era tão moleca e não tinha roupas bonitas. Quando vi a Lita entrando com calças largas e tênis, lutando contra os meninos, eu achei que ela era a coisa mais legal de todas. Eu me identifiquei com ela. | ” |

Daddio é uma ex-líder de torcida competitiva, e ela já trabalhou e modelou para a rede de restaurantes Hooters. Lá, ela conheceu seu antigo parceiro Enzo Amore, que a colocou em contato com uma academia de luta livre e com a WWE.

## Carreira na luta livre profissional

### WWE

#### NXT (2014–2017)

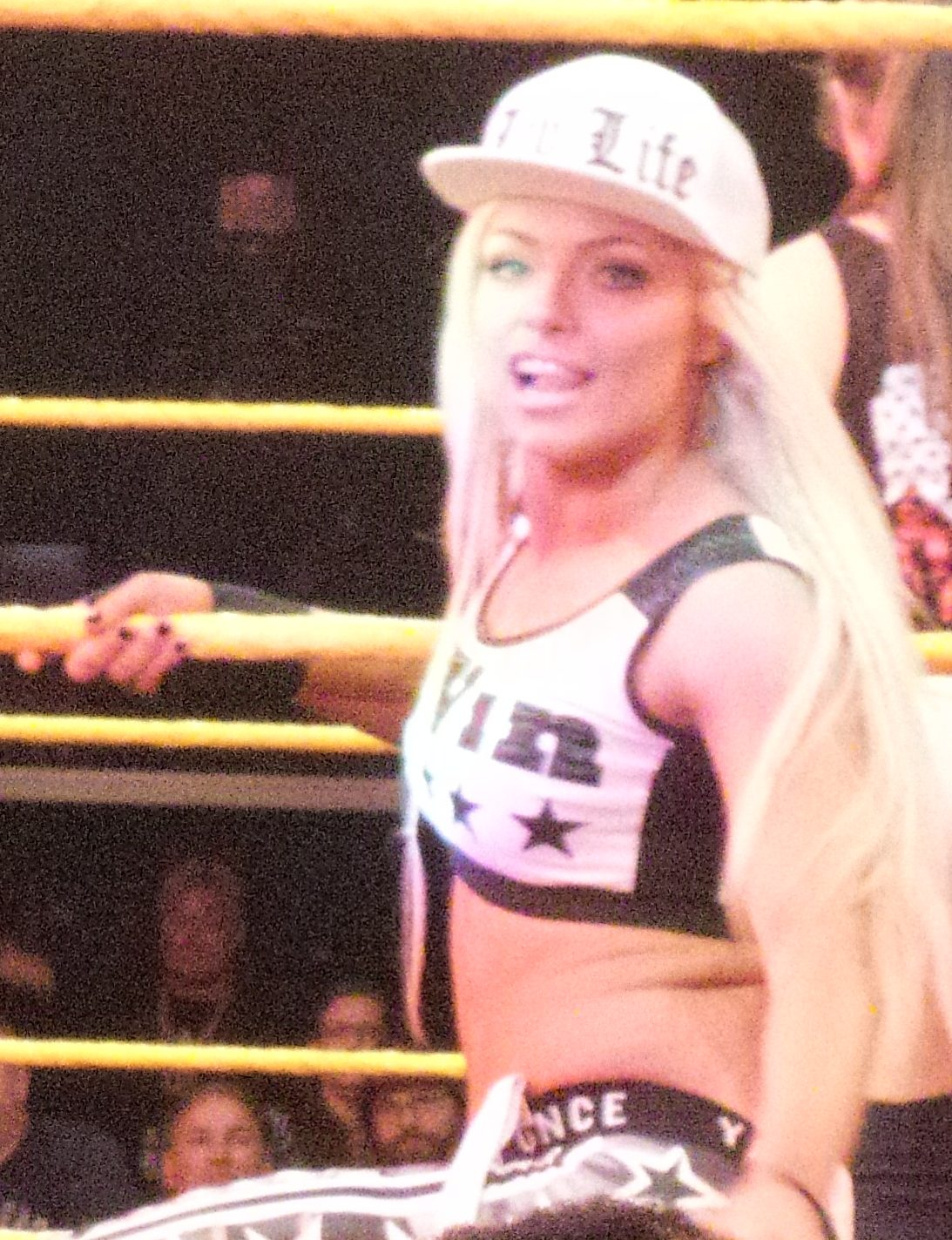
Morgan em um evento da NXT em 2015.

Em 2014, depois de ser descoberta na academia de Joe DeFranco em Wyckoff, Nova Jersey, Daddio assinou um contrato com a WWE, sendo designada para seu território de desenvolvimento NXT em outubro de 2014. Ela fez sua primeira aparição na televisão no evento NXT TakeOver: Rival em 11 de fevereiro de 2015, como uma fã plantada, que pulou em Tyler Breeze durante sua entrada no ringue. Mais tarde, ela apareceu no NXT TakeOver: Unstoppable em 20 de maio, novamente como parte da entrada de Breeze. Em outubro de 2015, ela trabalhou brevemente sob o nome de ringue Marley, estreando no episódio de 4 de novembro do NXT, onde ela trabalhou como jobber perdendo para Eva Marie.
No episódio de 2 de dezembro do NXT, Daddio fez seu retorno sob o novo nome de ringue Liv Morgan, perdendo para Emma. Em 13 de janeiro de 2016, no episódio do NXT, Morgan competiu em uma battle royal para determinar a desafiante número um ao Campeonato Feminino do NXT de Bayley, que foi vencida por Carmella. No episódio de 17 de agosto do NXT, ela competiu em uma luta de trios, junto com Carmella e Nikki Cross, na qual elas derrotaram Daria Berenato, Mandy Rose e Alexa Bliss. No episódio de 31 de agosto do NXT, Morgan conseguiu sua primeira vitória individual na televisão, derrotando Aliyah. No episódio de 14 de setembro do NXT, Morgan derrotou Rachel Fazio por submissão e lançou um desafio para a campeã feminina do NXT, Asuka. Na semana seguinte, entretanto, Morgan foi finalizada por Asuka em menos de um minuto. Ela então iniciou uma rivalidade com The Iconic Duo (Billie Kay e Peyton Royce), com as duas mulheres confrontando-a após sua luta, levando a uma luta entre Morgan e Kay duas semanas depois, com Kay conquistando a vitória após a interferência de Royce. No episódio de 26 de outubro do NXT, ela interrompeu uma luta entre Kay e Aliyah atacando Royce, causando uma distração que permitiu Aliyah derrotar Kay. Em seguida, Morgan competiu contra Royce no episódio de 16 de novembro do NXT, que terminou em desqualificação após Kay interferir na luta, atacando Morgan e Aliyah até que Ember Moon fez o resgate. As três se enfrentaram em uma luta de trios no episódio de 23 de novembro do NXT, contra Kay, Royce e Daria Berenato, com a equipe de Morgan saindo vitoriosa.

#### The Riott Squad (2017–2019)

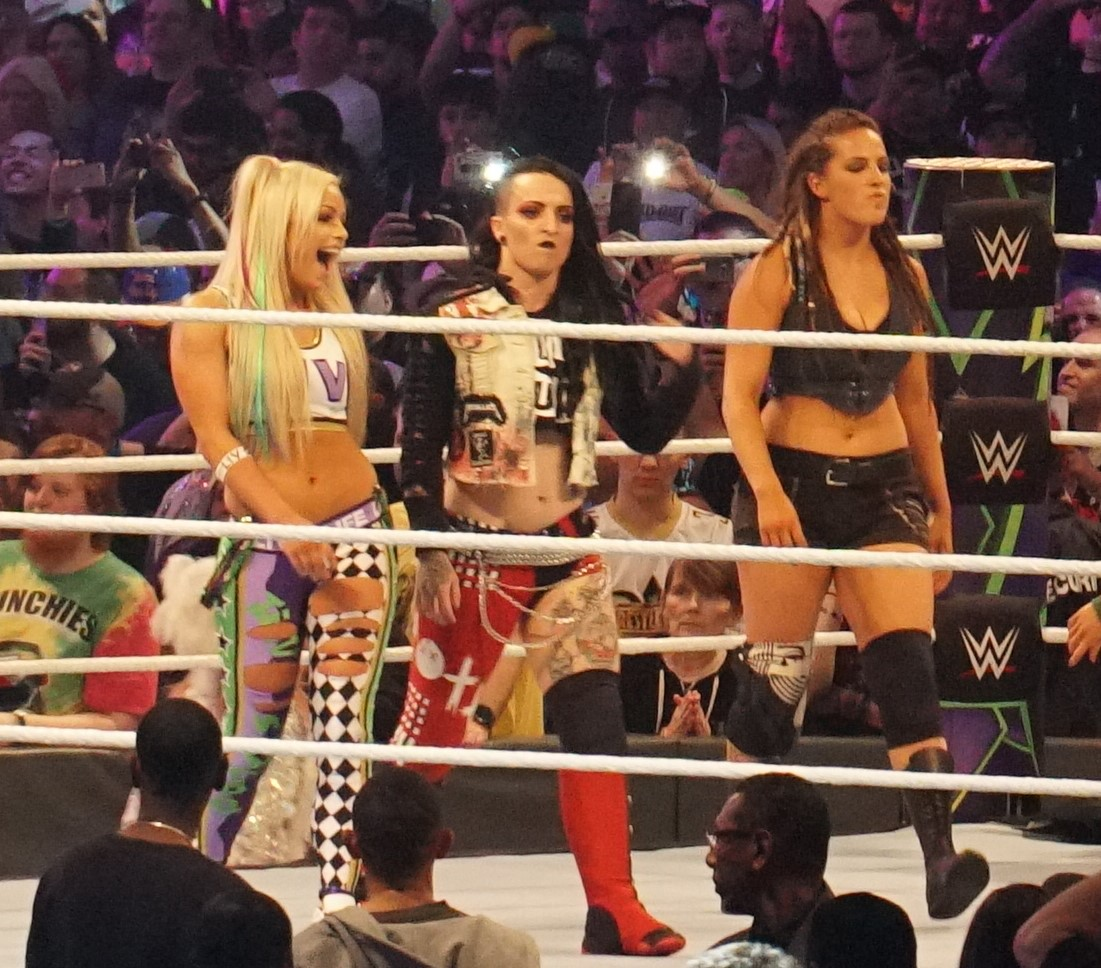
Morgan (esquerda) junto com as outras integrantes do The Riott Squad Ruby Riott (centro) e Sarah Logan (direita) na WrestleMania 34.

No episódio de 21 de novembro de 2017 do SmackDown Live, Morgan fez sua estreia no plantel principal ao lado de Ruby Riott e Sarah Logan, atacando Becky Lynch e Naomi, estabelecendo-se como vilãs no processo. Na mesma noite, elas interromperam uma luta entre a campeã feminina do SmackDown Charlotte Flair e Natalya, e em seguida atacaram ambas. Na semana seguinte no SmackDown Live, o trio, agora chamado de "The Riott Squad", fez sua estreia no ringue pela marca, derrotando Flair, Naomi e Natalya em uma luta de trios. Em 28 de janeiro de 2018, Morgan participou da primeira luta feminina do Royal Rumble no evento Royal Rumble como a décima primeira participante, mas foi eliminada por Michelle McCool. Morgan fez sua estreia na WrestleMania na WrestleMania 34 em 8 de abril, participando da Battle Royal feminina, mas não conseguiu vencer a luta.
Em 16 de abril, o Riott Squad foi draftado para a marca Raw como parte do Superstar Shake-Up 2018, e fez com que a luta entre Bayley e Sasha Banks terminasse em no contest. No episódio de 24 de setembro do Raw, Morgan foi legitimamente nocauteada por Brie Bella durante os Yes Kicks, quando dois deles acertaram sua cabeça. Morgan continuou por um tempo antes de ser retirada da luta. No primeiro pay-per-view exclusivamente feminino, Evolution, em 28 de outubro, The Riott Squad perdeu para Natalya, Bayley e Sasha Banks. Em 27 de janeiro de 2019, no Royal Rumble, Morgan participou da luta feminina do Royal Rumble, mas foi a primeira a ser eliminada após durar apenas 8 segundos, estabelecendo o recorde de menor tempo no Royal Rumble feminino. Morgan e Logan competiram em uma luta Elimination Chamber de seis equipes pelo inaugural Campeonato de Duplas Femininas da WWE no pay-per-view homônimo de 17 de fevereiro, mas foram a terceira equipe eliminada por Nia Jax e Tamina. Morgan também participou da WrestleMania 35 em 7 de abril, competindo na battle royal feminina, que foi eventualmente vencida por Carmella.

#### Troca de marcas (2019–2020)

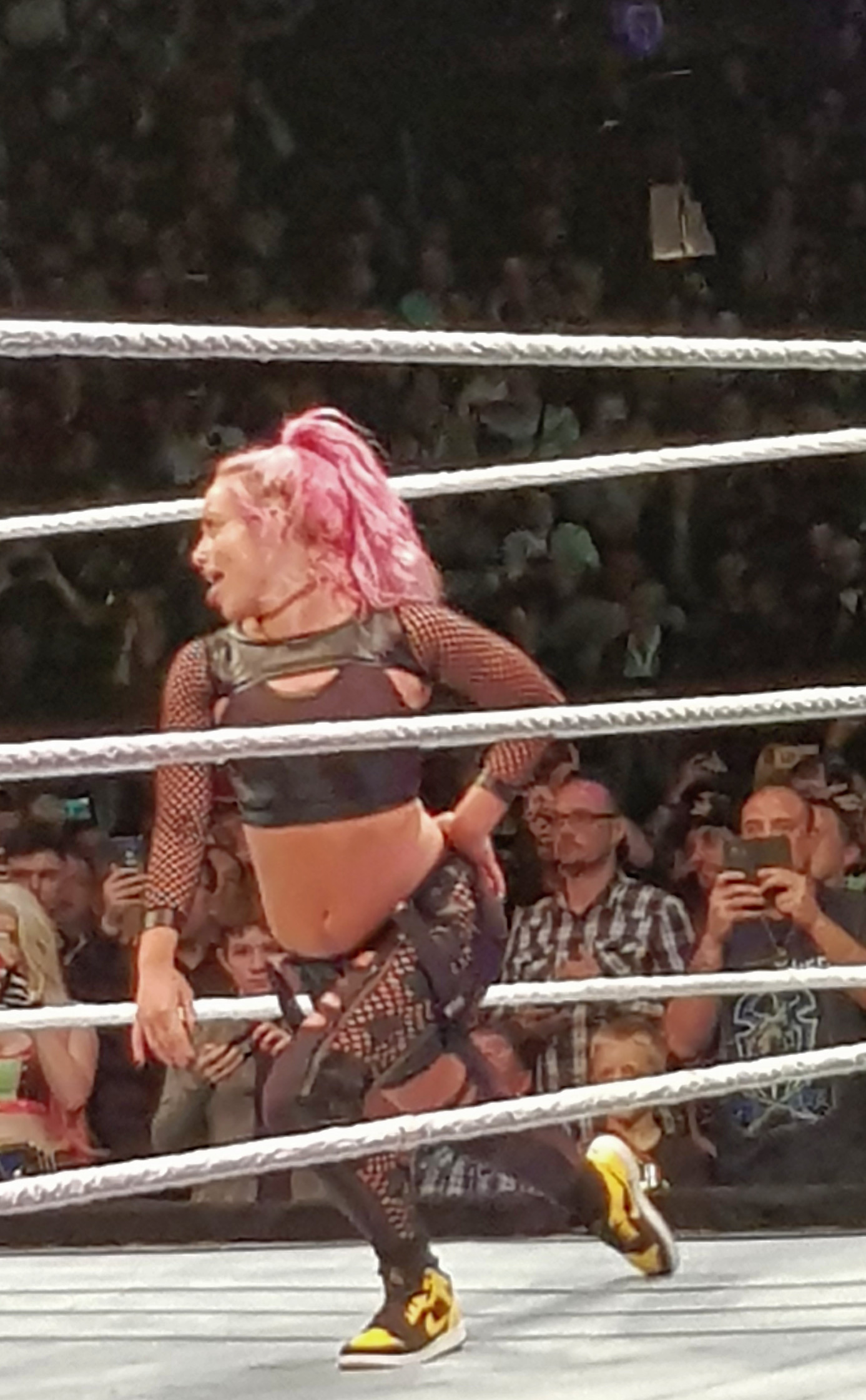
Morgan em 2019.

Em 16 de abril, Morgan foi draftada para a marca SmackDown como parte do Superstar Shake-up, dissolvendo efetivamente o The Riott Squad no processo. No episódio de 16 de julho do SmackDown Live, Morgan virou face ao enfrentar Charlotte Flair em uma luta, na qual Morgan perdeu por submissão.
No episódio de 14 de outubro do Raw, Morgan foi a última escolha geral do draft daquele ano, sendo draftada de volta para a marca Raw. Ao longo do mês de dezembro, vinhetas foram exibidas promovendo o retorno de Morgan. Morgan voltou à televisão no episódio de 30 de dezembro do Raw, durante o casamento (kayfabe) de Bobby Lashley e Lana, interrompendo a cerimônia e declarando seu amor por Lana. Após ser atacada por Lana, Morgan se aliou a Rusev, que estava em rivalidade com Lana e Lashley, consolidando assim sua virada para face. Morgan derrotou Lana no episódio de 27 de janeiro de 2020 do Raw, fazendo isso mais uma vez na semana seguinte. Depois que sua rivalidade com Lana terminou, Morgan entrou em uma rivalidade com sua ex-colega de equipe do Riott Squad, Ruby Riott, que se voltou contra ela ao retornar. No episódio de 2 de março do Raw, Morgan derrotou Riott com Sarah Logan como árbitra especial convidada. No Elimination Chamber em 8 de março, Morgan entrou em sua segunda luta Elimination Chamber, durante a qual foi eliminada pela eventual vencedora Shayna Baszler. No pré-show da WrestleMania 36, Morgan derrotou Natalya. Depois da WrestleMania, Morgan continuou sua rivalidade com Riott, derrotando-a nos episódios do Raw de 20 e 27 de abril, respectivamente.
Depois que Morgan perdeu para Natalya no Raw de 22 de junho, Ruby Riott tentou consolar Morgan nos bastidores após sua derrota, que ela rejeitou. No Raw de 3 de agosto, Riott pediu a Morgan para se juntar a ela na reforma do Riott Squad, apenas para ser interrompida pelas The IIconics que zombou das duis, o que levou a uma luta de duplas onde Morgan e Riott derrotaram The IIconics. No Payback, Morgan e Riott (agora oficialmente como The Riott Squad novamente) derrotaram as The IIconics e mais uma vez na noite seguinte no Raw, forçando as The IIconics a se separar, por estipulação.
Como parte do Draft de 2020 em outubro, Morgan e Riott foram selecionadas para a marca SmackDown. Ela venceu uma luta fatal four-way na sua primeira noite no SmackDown após o Draft para se qualificar para o time feminino no Survivor Series, em 22 de novembro, mas ela e suas parceiras de marca perderam. Elas desafiaram por uma chance pelo Campeonato de Duplas Femininas na primeira noite da WrestleMania 37, em 10 de abril, mas não conseguiram vencer a luta. Riott foi liberada pela WWE em 2 de junho de 2021, efetivamente desfazendo o Riott Squad pela segunda vez.
Morgan competiu na luta de escadas Money in the Bank no evento homônimo em 18 de julho, mas não conseguiu vencer a luta. No Extreme Rules, em 26 de setembro, Morgan derrotou Carmella no pré-show. Como parte do Draft de 2021, Morgan foi transferida para a marca Raw. Em outubro, Morgan participou do torneio Queen's Crown, onde perdeu para Carmella na primeira rodada. No episódio do Raw de 8 de novembro, Morgan venceu uma luta Fatal 5-Way, garantindo uma oportunidade pelo Campeonato Feminino do Raw, que pertencia a Becky Lynch. Morgan recebeu sua luta pelo título no episódio do Raw de 6 de dezembro, mas foi derrotada. Ela falhou novamente em conquistar o título em uma revanche no evento Day 1, em 1º de janeiro de 2022. Morgan participou da luta Royal Rumble no evento de mesmo nome, em 19 de janeiro, entrando como número #6, mas foi eliminada por Brie Bella. No Elimination Chamber, em 19 de fevereiro, Morgan entrou na luta Elimination Chamber por uma chance de disputar o Campeonato Feminino do Raw na WrestleMania 38, eliminou Doudrop, mas foi eliminada por Alexa Bliss. Em março, Morgan começou a fazer dupla com Rhea Ripley, lutando pelo Campeonato de Duplas Femininas em uma luta Fatal 4-Way de duplas na segunda noite da WrestleMania 38, em 3 de abril, mas perdeu. No episódio do Raw de 18 de abril, elas enfrentaram as novas campeãs Sasha Banks e Naomi pelos títulos, mas perderam. Após a luta, Ripley atacou Morgan, encerrando a parceria. No Hell in a Cell, em 5 de junho, Morgan, AJ Styles e Finn Bálor perderam para o grupo The Judgment Day (Edge, Damian Priest e Rhea Ripley) em uma luta de trios mistos.

#### Miss MITBe reinados de campeonatos (2022–2023)
No episódio de 13 de junho do Raw, Morgan e Alexa Bliss derrotaram Doudrop e Nikki A.S.H. para se qualificarem para a luta de escadas do Money in the Bank feminino. No evento em 2 de julho, Morgan venceu a luta do Money in the Bank, conquistando o contrato que lhe garantia uma luta pelo título feminino em qualquer momento de sua escolha. Mais tarde naquela noite, após a luta pelo Campeonato Feminino do SmackDown entre Natalya e Ronda Rousey, Morgan usou seu contrato contra Rousey e venceu o título, tornando-se a terceira mulher e a quinta superstar a conseguir um cash-in bem-sucedido na mesma noite em que venceu o contrato. Uma revanche entre Morgan e Rousey foi marcada para o SummerSlam, em 30 de julho, onde Morgan reteve o título de forma controversa; ela desistiu no arm-lock de Rousey, mas o árbitro contou os ombros de Rousey no chão, dando a vitória por pinfall para Morgan. Após a luta, tanto Morgan quanto o árbitro foram atacados por Rousey. No Clash at the Castle, em 3 de setembro, Morgan reteve o título contra Shayna Baszler. Rousey venceu uma luta fatal five-way de eliminação no episódio de 9 de setembro do SmackDown, garantindo uma revanche contra Morgan no Extreme Rules. Na semana seguinte, Morgan desafiou Rousey para uma luta Extreme Rules pelo título, o que Rousey aceitou. No evento de 8 de outubro, Morgan perdeu o Campeonato Feminino do SmackDown de volta para Rousey, encerrando seu reinado em 98 dias.
Morgan participou da luta feminina do Royal Rumble no evento homônimo em 28 de janeiro de 2023. Ela entrou como número #2 e permaneceu por mais de uma hora, sendo a última eliminada pela vencedora da luta e primeira participante, Rhea Ripley. Com isso, Ripley e Morgan superaram o recorde de Bianca Belair de 56:52, estabelecido no Royal Rumble de 2021, com tempos oficiais de 1:01:08 e 1:01:07, respectivamente. Em seguida, Morgan participou da luta feminina do Elimination Chamber no evento homônimo em 18 de fevereiro, mas foi eliminada por Natalya e Asuka. Na Noite 2 da WrestleMania 39, Morgan fez dupla com Raquel Rodriguez na luta fatal four-way de duplas do WrestleMania Showcase, que foi vencida por Ronda Rousey e Shayna Baszler. Na noite seguinte no Raw, Morgan e Rodriguez derrotaram o Damage CTRL em uma luta para definir as desafiantes número um ao Campeonato de Duplas Femininas da WWE, com a luta pelo título marcada para a semana seguinte contra as campeãs Lita e Becky Lynch. No episódio de 10 de abril do Raw, elas venceram a luta pelo título e se tornaram as novas campeãs de duplas femininas, com Morgan conquistando o título pela primeira vez individualmente. No episódio de 21 de abril do SmackDown, Morgan e Rodriguez defenderam com sucesso seus títulos contra Sonya Deville e Chelsea Green.
Como parte do WWE Draft de 2023, Morgan foi draftada para a marca Raw. No episódio de 19 de maio do SmackDown, Morgan e Rodriguez tiveram que desocupar os títulos devido a uma lesão no ombro de Morgan, encerrando seu primeiro reinado com 39 dias. Morgan fez seu retorno no episódio de 23 de junho do SmackDown. No Money in the Bank, em 1º de julho, Morgan e Rodriguez desafiaram com sucesso Ronda Rousey e Shayna Baszler pelo Campeonato de Duplas Femininas da WWE. Baszler traiu sua parceira e atacou Rousey, abrindo a oportunidade para Morgan fazer o pinfall em Rousey e vencer a luta, conquistando para ela e Rodriguez seu segundo reinado como campeãs de duplas femininas. No episódio de 17 de julho do Raw, Morgan e Rodriguez perderam o Campeonato de Duplas Femininas da WWE para Sonya Deville e Chelsea Green, após Rhea Ripley atacar as duas nos bastidores antes da luta, encerrando seu segundo reinado em 16 dias. Na semana seguinte, Morgan estava programada para enfrentar Ripley, porém, a luta nunca começou, pois Ripley atacou Morgan brutalmente com uma cadeira de aço. Isso foi feito para justificar a saída de Morgan da televisão, já que ela sofreu outra lesão no ombro.

#### The Judgment Day (2024–presente)
Após uma ausência de 6 meses, Morgan retornou no Royal Rumble de 2024, entrando na luta do Royal Rumble como número #30. Morgan acabou sendo a última eliminada da luta pelo segundo ano consecutivo, tendo eliminado Zoey Stark e Jade Cargill antes de ser eliminada pela vencedora, Bayley. Ela então participou da luta feminina do Elimination Chamber no evento homônimo, mas foi a última lutadora eliminada por Becky Lynch.
No episódio de 8 de abril do Raw, Morgan atacou Rhea Ripley em um segmento nos bastidores, durante o qual Ripley se lesionou de forma legítima no braço direito e foi forçada a desocupar o Campeonato Mundial Feminino. Nas semanas seguintes, Morgan começou a exibir características mais vilanescas. No King and Queen of the Ring, em 25 de maio, Morgan derrotou Lynch para conquistar o Campeonato Mundial Feminino pela segunda vez, após uma interferência acidental do interesse amoroso de Ripley, "Dirty" Dominik Mysterio. Dois dias depois, no Raw, Morgan derrotou Lynch em uma luta em uma jaula de aço para reter seu título, após outra interferência acidental de Dominik, e então o beijou após o término da luta. Na semana seguinte, ela continuou sua busca por Mysterio, acreditando que ele a havia ajudado intencionalmente em suas vitórias sobre Lynch, embora membros do The Judgment Day tentassem manter os dois afastados. No episódio de 24 de junho do Raw, Morgan ajudou membros do Judgment Day, Finn Bálor e JD McDonagh, a derrotar Awesome Truth (The Miz e R-Truth) pelo Campeonato Mundial de Duplas. Duas semanas depois, no Raw, Ripley fez seu retorno e Morgan fugiu enquanto Ripley confrontava Dominik. Na semana seguinte, Ripley chamou Morgan e a desafiou para uma luta no SummerSlam pelo título. Morgan apareceu no telão e aceitou o desafio.

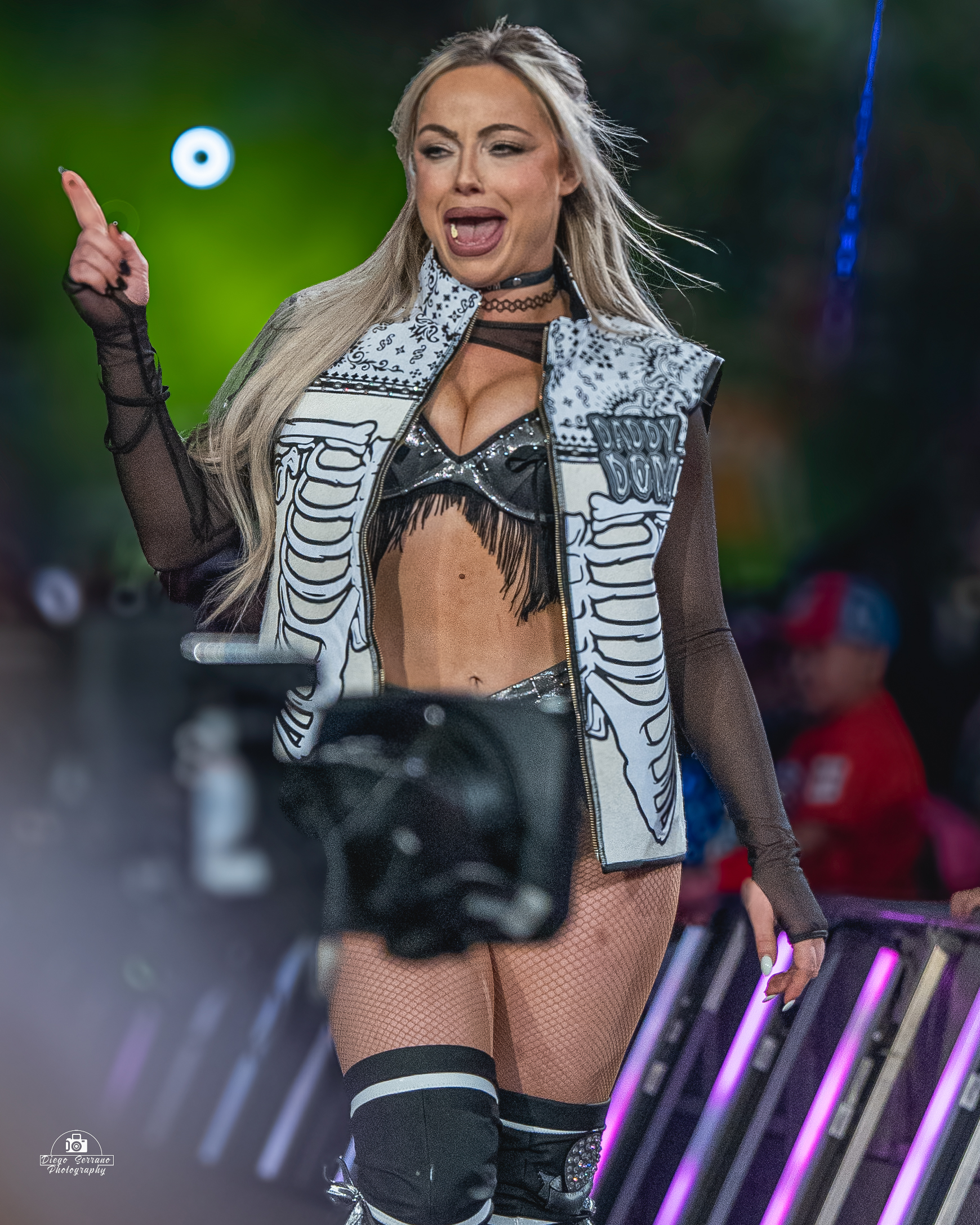
Morgan fazendo sua entrada no Royal Rumble em fevereiro de 2025.

No SummerSlam, em 3 de agosto, Morgan derrotou Ripley para reter seu título após uma interferência de Dominik, dando a Ripley sua primeira derrota por pinfall desde maio de 2022. Após a luta, Dominik virou-se contra Ripley e beijou Morgan, tornando-se oficialmente um casal na tela e transformando Morgan em vilã pela primeira vez desde 2019. No episódio seguinte do Raw, Morgan se juntou oficialmente ao The Judgment Day, enquanto Ripley e Damian Priest foram expulsos do grupo. No Bash in Berlin, em 31 de agosto, Morgan e Mysterio perderam para Ripley e Priest em uma luta de duplas mistas, apesar das interferências de Bálor, McDonagh e Carlito, com Morgan sofrendo o pin de Ripley. No Bad Blood, em 5 de outubro, Morgan perdeu para Ripley por desqualificação depois que Raquel Rodriguez, que estava retornando, atacou Ripley e se aliou a Morgan e ao The Judgment Day. Como os campeonatos não mudam de mãos por desqualificação ou contagem fora, a menos que estipulado, Morgan permaneceu campeã. No Crown Jewel, em 2 de novembro, Morgan derrotou a campeã feminina da WWE, Nia Jax, para conquistar o inaugural Campeonato Feminino do Crown Jewel da WWE após uma interferência de Mysterio e Rodriguez. No episódio de 11 de novembro do Raw, Morgan e Rodriguez não conseguiram vencer o Campeonato de Duplas Femininas da WWE de Bianca Belair e Jade Cargill. No Survivor Series: WarGames, em 30 de novembro, Morgan participou de sua primeira luta WarGames ao lado de Rodriguez, Jax, Tiffany Stratton e Candice LeRae contra Ripley, Belair, Bayley, Iyo Sky e Naomi. A equipe de Morgan acabou sendo derrotada, com Morgan sofrendo o pin de Ripley. No Saturday Night's Main Event, em 14 de dezembro, Morgan derrotou Sky para reter o título. Na estreia do Raw na Netflix, Morgan perdeu o título para Ripley, apesar da interferência de Mysterio e Rodriguez, encerrando seu reinado após 226 dias.
Após perder o título, Morgan começou a formar uma parceria exclusiva com Rodriguez. No Royal Rumble, em 1º de fevereiro, Morgan entrou na luta homônima como número #2, permanecendo por mais de uma hora e eliminando Natalya e Alexa Bliss antes de ser eliminada por Jax. No episódio de 24 de fevereiro do Raw, Morgan e Rodriguez derrotaram Belair e Naomi para conquistar o Campeonato de Duplas Femininas da WWE pela terceira vez, estabelecendo um recorde, após uma interferência de Mysterio. Morgan e Rodriguez perderam os títulos para Lyra Valkyria e Becky Lynch, que fez seu retorno, na Noite 2 da WrestleMania 41, mas os recuperaram em uma revanche na noite seguinte, no Raw. Elas defenderam os títulos no NXT, em 22 de abril, derrotando Gigi Dolin e Tatum Paxley. No episódio de 16 de junho do Raw, Morgan sofreu uma luxação no ombro durante uma luta contra Kairi Sane, o que levou Roxanne Perez a entrar para o The Judgment Day e substituir Morgan como campeã.

## Outras mídias
Morgan fez sua estréia em videogame como personagem jogável no WWE 2K19 e mais tarde apareceu no WWE 2K20, WWE 2K Battlegrounds, WWE 2K22, WWE 2K23, WWE 2K24 e WWE 2K25.
Em 2022, Morgan fez uma participação especial na segunda temporada de Chucky. Em 2023, Morgan fez sua primeira aparição no cinema em The Kill Room, atuando ao lado de Maya Hawke, Samuel L. Jackson e Uma Thurman. Ela também estrelará o próximo filme Bad Lieutenant: Tokyo, de Takashi Miike, contracenando com Shun Oguri e Lily James.

## Filmografia

### Filme
| Filme | Filme                 | Filme | Filme    |
| Ano   | Título                | Papel | Notas    |
| ----- | --------------------- | ----- | -------- |
| 2023  | The Kill Room         | Emma  |          |
| TBA   | Bad Lieutenant: Tokyo | TBA   | Filmando |

### Televisão
| Televisão  | Televisão                     | Televisão | Televisão                                                                         |
| Ano        | Título                        | Papel     | Notas                                                                             |
| ---------- | ----------------------------- | --------- | --------------------------------------------------------------------------------- |
| 2015, 2019 | Total Divas                   | Ela mesma | Convidada: Temporada 4, episódio 9: "Clash of the Divas" Recorrência: Temporada 9 |
| 2021       | Attack of the Show!           | Ela mesma |                                                                                   |
| 2022       | Miz & Mrs.                    | Ela mesma | Episódio: "The Royal Return"                                                      |
| 2022       | Chucky                        | Ela mesma | Episódio: "Death On Denial"                                                       |
| 2023       | Jersey Shore: Family Vacation | Ela mesma | Episódio: "Get Your Sack in the Hole"                                             |
| 2023       | Celebrity Family Feud         | Ela mesma | Episódio: "WWE Women vs. WWE Men and Marcus Lemonis vs. Bert Kreischer"           |

## Vida pessoal
Daddio tem uma tatuagem na parte de trás do pescoço com a inscrição "11–21–17", colorida em azul, vermelho e verde. Sua tatuagem combina com as de suas ex-companheiras do Riott Squad, Ruby Riott e Sarah Logan, pois todas fizeram a mesma tatuagem para comemorar a data de sua estreia no plantel principal.
Daddio esteve em um relacionamento com o também lutador profissional Eric Arndt, mais conhecido como Enzo Amore. O relacionamento chegou ao fim depois que Daddio acusou Arndt de traição.
Em novembro de 2020, Daddio começou um curso para se tornar corretora de imóveis na Bob Hogue School of Real Estate.
Daddio é fã do Green Bay Packers e chegou a liderar uma apresentação da música "Beer Barrel Polka" (também conhecida como "Roll Out the Barrel") durante um jogo no Lambeau Field em dezembro de 2023.
Em 14 de dezembro de 2023, Daddio foi presa no Condado de Sumter, Flórida, por posse de cannabis (não mais que 20 gramas) e posse de um vaporizador de cannabis (possivelmente contendo canabinoides sintéticos). Um delegado do xerife teria visto seu veículo cruzando as linhas branca e amarela de uma estrada do condado. Daddio foi então levada para a Cadeia do Condado de Sumter e posteriormente liberada após pagar uma fiança de $3.000.

## Títulos e prêmios
- ESPN

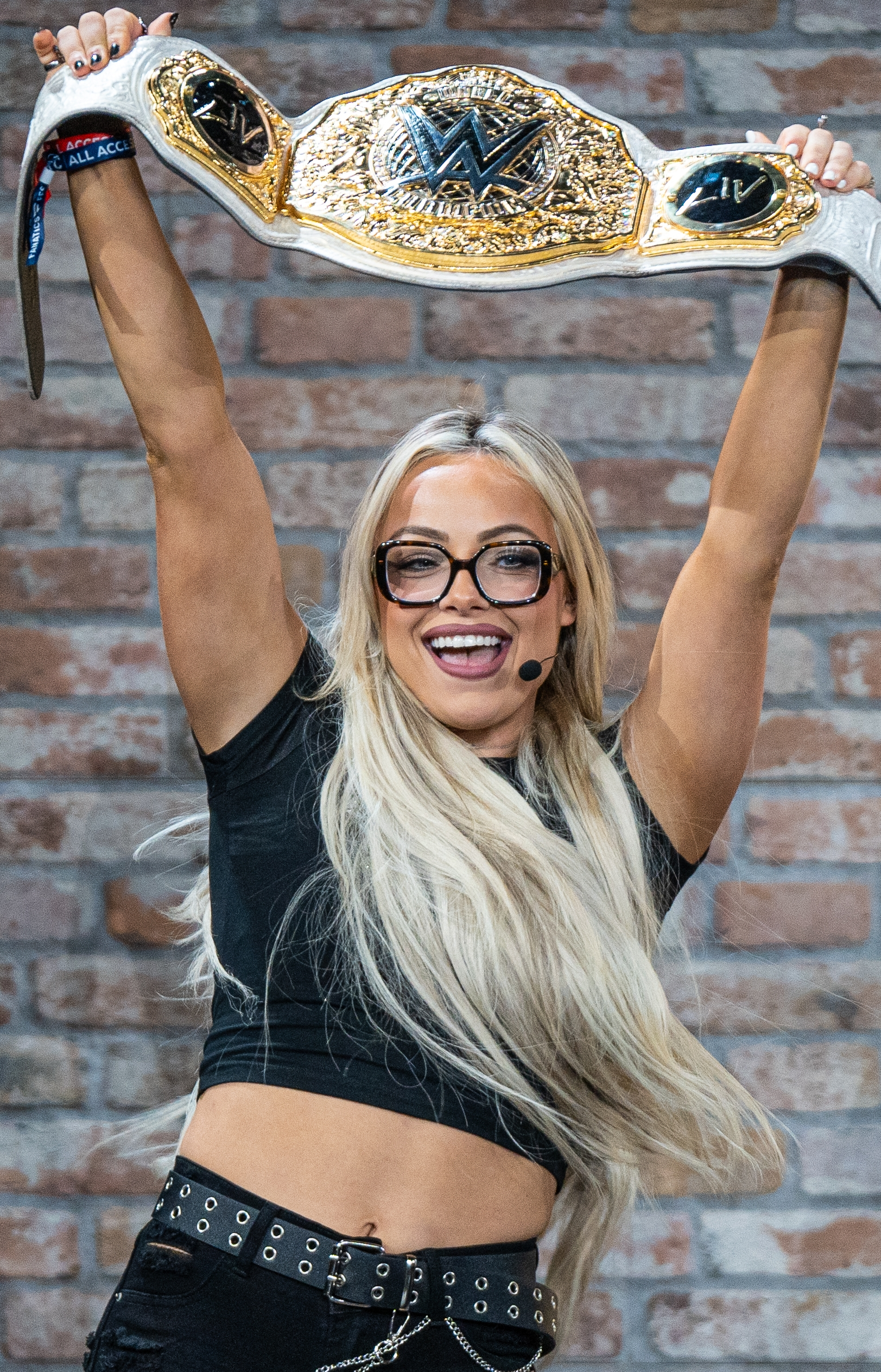
Morgan é duas vezes campeã mundial feminina da WWE.

  - ESPN a colocou em #9ª dos 30 melhores lutadores profissionais com menos de 30 anos em 2023[138]
  - ESPN a colocou em #6ª das 10 melhores lutadoras do Pro Wrestling Power em 2024[139]
- Fox Sports
  - Convidada do Ano "Fora do Personagem" (2022)[140]
- Live Audio Wrestling End of Year Awards
  - Prêmios Spinoff Series (2 vezes)
    - Pior Lutadora (2016)[141]
    - Pior Luta do Ano (2016) – com Aliyah[141]
- New York Post
  - Lutadora Revelação do Ano (2022)[142]
  - Facção do Ano (2024) como parte do The Judgment Day[143]
  - Melhor Momento OMG (2024) Liv Morgan beijando Dominik Mysterio no Summerslam[144]
- Pro Wrestling Illustrated
  - PWI a colocou na #12ª posição das 250 melhores lutadoras individuais no PWI Women's 250 em 2024[145]
  - PWI a colocou na #17ª posição das 150 melhores lutadoras individuais no PWI Women's 150 em 2022[146]
  - PWI a colocou na #48ª posição das 50 melhores duplas no PWI Tag Team 50 em 2021 – com Ruby Riott[147]
  - PWI a colocou na #24ª posição das 100 melhores duplas no PWI Tag Team 100 em 2023 – com Raquel Rodriguez
- Prêmios Slam Wrestling
  - Pior Rivalidade - Feminina (2022) – com Ronda Rousey[148]
- Uncrowned
  - Uncrowned a colocou na #1ª posição entre as principais lutadoras femininas do ranking Uncrowned Pound For Pound Pro Wrestling em 2024[149]
- Women's Wrestling Fan Awards
  - Melhor Babyface do Ano (2021, 2022)[150][151]
  - Estrela Revelação do Ano (2022)[150]
  - Maior Evolução do Ano (2020)[152]
- WWE
  - Campeonato Mundial Feminino[a] (2 vezes)[153]
  - Campeonato Feminino do Crown Jewel da WWE (1 vez; inaugural)
  - Campeonato de Duplas Femininas da WWE (4 vezes) – com Raquel Rodriguez[154]
  - Money in the Bank Feminino (2022)[70]
  - Slammy Award (2 vezes)
    - Superstar Feminina do Ano (2025)[155]
    - Vilã do Ano (2025) – com Dominik Mysterio[155]